# Edelf Hosmann
Edelf Ernesto Hosmann (nascido em 29 de agosto de 1901, data de falecimento desconhecida) foi um marinheiro argentino. Ele competiu nos 6 metros mistos nos Jogos Olímpicos de Verão de 1936.